# Octave Mirbeau
Octave Mirbeau (Trévières, 1848. február 16. – Párizs, 1917. február 16.) francia újságíró, műkritikus, pamfletszerző, regény- és drámaíró.

## Élete
Azon kevesek egyike, aki egyszerre volt Európa-szerte híres és népszerű szerző, illetve az irodalmi és művészeti avantgárd megbecsült alakja.
Kezdetben a bonapartisták szolgálatában álló újságíró, irodalmi tevékenységét négerként kezdte, vagyis mások neve alatt jelentek meg általa írt szövegek. Saját neve alatt csak az 1884-1885-ös, egy, az életében bekövetkező fordulat után jelentek meg írásai. E pillanattól kezdve a számára fontos erkölcsi és esztétikai értékek mellett állt ki. Anarchistaként és lelkes Dreyfus-pártiként az olyan elkötelezett értelmiségi típusát testesítette meg, aki aktívan részt vállal a köz ügyeiben, de mindezt pártoktól függetlenül teszi, akinek az a feladata, hogy tisztán lásson, és hogy ráirányítsa az emberek figyelmét mindazon dolgokra, amelyekkel nem szívesen néznek szembe. Műkritikusként a szívének kedves alkotókért harcolt : védelmébe vette Auguste Rodint, Claude Monet-t, Camille Pissarrót, Félix Vallottont és Pierre Bonnard-t, felfedezte Vincent van Goghot, Camille Claudelt, Aristide Maillolt és Maurice Utrillót.

### Regényei

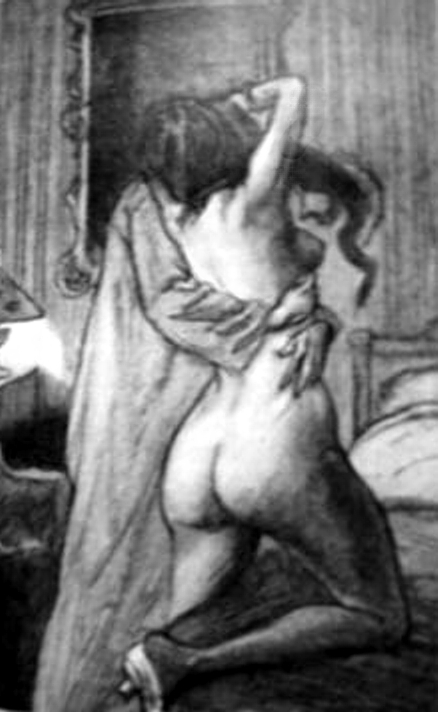
a Kálvária regényének illusztrációja (Pierre Georges Jeanniot rajza, 1901)

Tíz, másvalaki nevén írt és megjelent regénye után karrierjének első állomását a Kálvária (Le Calvaire, 1886) című könyve jelentette. A regényírás egyúttal egy olyan pusztító szenvedély alóli megszabadulást is jelentette számára, amelyet egy kevéssé erkölcsös hölgy, Judith iránt érzett, és akit a regényben Juliette-nek nevezett el. 1888-ban jelent meg a Jules abbé (L’Abbé Jules), egy olyan regény, amely egyszerre tanúskodik Dosztojevszkij hatásáról és előlegezi meg a freudi tanokat. A regény Jules abbé mellett színre vitt még egy megragadó alakot, Pamphile abbét. A Sébastien Roch-ban (1890) egy másik traumával számolt le: a vannes-i jezsuita kollégiumban eltöltött gyermekévekkel és az ott elszenvedett erőszakkal – egy olyan tabut hág át, amelyről még ma sem lehet beszélni: gyerekek, akiket papok erőszakoltak meg. 
Az 1890-es évek elején súlyos egzisztenciális és művészi válságot élt meg, ennek ellenére folytatásban megjelentetett egy regényt, amely az egzisztencializmust előlegezi, s amelynek középpontjában a művész tragédiája áll. Az égben (Dans le ciel) főszereplője egy festő, akit Vincent van Gogh alakja inspirált. A Dreyfus-ügy másnapján (az ügy csak tovább erősítette pesszimizmusát) két olyan regényt publikált, amelyeket a hagyományosan gondolkodók erkölcstelennek ítéltek, ám amelyek szerte a világon hatalmas sikert arattak (mintegy harminc nyelvre fordították le őket): a Kínok kertje (Le Jardin des supplices, 1899) és az Egy szobalány naplója (Le Journal d'une femme de chambre, 1900).
Ezek a szövegek megkérdőjelezik a hagyományos regény formáit, a szerző kollázs-technikát alkalmaz, áthágja a valószerűség és az illendőség kódjait. A realista regény szabályainak áthágása történik meg két utolsó narratív művében is. A 628-E8-asban (La 628-E8, 1907) és a Dingo-ban (1913) a szerző fantáziája szabadon szárnyal, hátat fordít a tradicionális regényszereplőknek és saját magát mint írót viszi színre (az önéletírás egyfajta modern változatát, az önfikciót előlegezve meg), a regények főhősei pedig nem mások mint az autója (628-E8) és a kutyája (Dingo). A művek áthágják a cselekményvezetés és a kompozíció szabályait, az elbeszélő csak saját fantáziájának működését követi. A realista illúzió megteremtése helyett a hangsúly a karikatúrán és a túlzásokon van, ezáltal a regények a realista regénytradíció helyett az azt megelőző századok regényeinek szabadságához találnak vissza, (François Rabelais-tól Laurence Sterne-ig, Cervantes-től Diderot-ig), miközben bizonyos huszadik századi tendenciákat előlegeznek meg.

### Színdarabjai

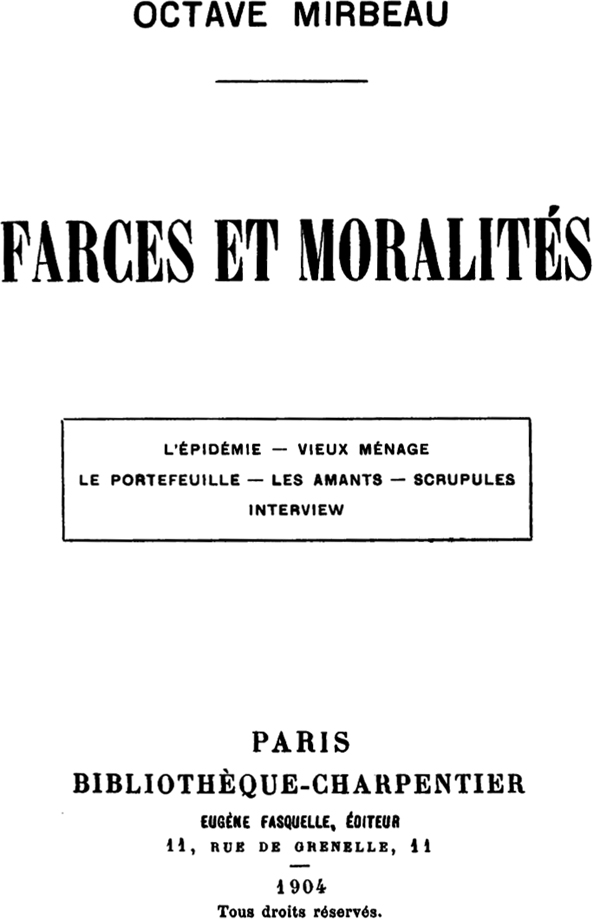
Octave Mirbeau, Tréfák és moralitások

Színdarabja, Az üzlet az üzlet (Les affaires sont les affaires, 1903) amely a Molière-i hagyományokat folytatva egyszerre ad képet az erkölcsökről és bizonyos típusokról, világsikert aratott. Ebben a darabban bukkant fel Isidore Lechat alakja, a modern üzletember típusa, Bernard Tapie, Berlusconi elődje, egy új világ terméke, aki mindenből pénzt csinál, és csápjaival az egész világot be akarja hálózni. 1908-ban, hosszú jogi csatározások után a Comédie-Française színpadán mutathatta be új, botrányt kavaró darabját, A tűzhely-et (Le Foyer). Ebben a darabban egy másik tabut hág át: hogyan lehet fiatal lányokat gazdaságilag és szexuálisan is kizsákmányolni egy (elvileg) jótékonysági intézményben. Hat, egyfelvonásos darabot is írt, amelyeket aztán együtt, Tréfák és moralitások (Farces et moralités, 1904) cím alatt jelentetett meg. Ezek a sok szempontból rendkívül modern darabok Bertolt Brecht, Marcel Aymé, Harold Pinter vagy Eugène Ionesco színházát előlegezték meg. A kétely a nyelv szintjén is megjelenik : a törvény nyelvének leleplezése, a politikai vagy éppen a szerelmi beszéd kifordítása.
Mirbeau-t tulajdonképpen sohasem felejtették el, műveit gyakran kiadták, de rosszul olvasták, és hatalmas életművéből csak a botrányos regényeket vagy a világsikert aratott színdarabokat tartották elsősorban számon, az irodalomtörténeti kézikönyvek pedig Zola-epigonként emlékeztek meg róla. Az utóbbi tizenöt év azonban változást hozott, mind a szövegkiadások, mind az értelmezések terén: a róla alkotott kép sokkal árnyaltabbá vált.

## Művei
- Pierre Michel: Œuvre romanesque (Buchet/Chastel – Société Mirbeau, 3 kötet, mintegy 4000 oldal, 2000-2001) – Octave Mirbeau 15 regényének kritikai kiadása (hozzáférhető az éditions du Boucher honlapján)
- Pierre Michel – Jean-François Nivet: Octave Mirbeau, l'imprécateur au cœur fidèle (Séguier, 1990)
- Pierre Michel: Les Combats d'Octave Mirbeau (Besançon, 1995, 387 oldal)
- Samuel Lair: Mirbeau et le mythe de la Nature (Presses universitaires de Rennes, 2004)
- Yannick Lemarié – Pierre Michel, Dictionnaire Octave Mirbeau (L'Âge d'Homme – Société Octave Mirbeau, 2011)
- Pierre Michel, Cahiers Octave Mirbeau (n° 1-18, 1994–2011)

### Regényei
- Kálvária (Le Calvaire) (1886)
- Jules abbé (L'Abbé Jules) (1888)
- Sébastien Roch (1890)
- Az égben (Dans le ciel) (1892-1893, kötetben való megjelenés éve 1989)
- Kínok kertje (Le Jardin des supplices) (1899)
- Egy szobalány naplója (le Journal d'une femme de chambre) (1900)
- Egy neuraszténiás huszonegy napja (Les 21 jours d'un neurasthénique) (1901)
- A 628-E8-as (La 628-E8) (1907)
- Dingo (1913)

### Színművei
- Rossz pásztorok (Les Mauvais bergers) (1897)
- Az üzlet az üzlet (Les Affaires sont les affaires) (1903).
- Tréfák és moralitások (Farces et moralités) (1904)
- A tűzhely (Le Foyer) (1908)

### Novellái

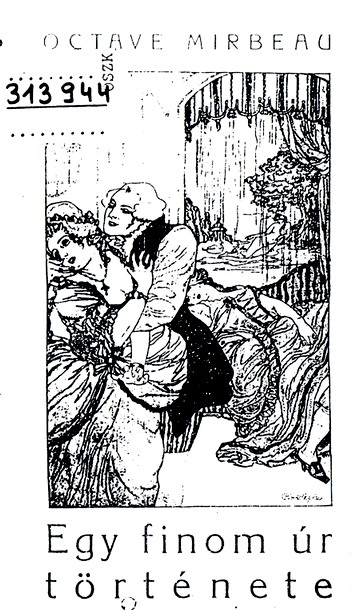
Egy finom úr története, 192?

- Levelek a tanyámról (Lettres de ma chaumière, 1885).
- Un homme sensible (1919) (Egy finom úr története, 192?)
- Kegyetlen mesék (Contes cruels), 2 kötet (1990 és 2000). Mintegy 150 rövid írás gyűjteménye.

### Műkritikái
- Esztétikai viták (Combats esthétiques), 2 kötet (1993)

### Politikai írásai
- Politikai csatározások (Combats politiques) (1990)
- A Dreyfus-ügy (L'Affaire Dreyfus) (1991)
- A prostituált védelmében (L'Amour de la femme vénale) (1994)

### Levelezése
- Levelek Alfred Bansard des Bois-nak (Lettres à Alfred Bansard des Bois) (1989)
- Levelezés (Correspondance) Rodin-nel (1988), Monet-val (1990), Pissarro-val (1990), Jean Grave-val (1994).
- Összes levelei (Correspondance générale), eddig 2 kötete jelent meg (2003-2005)

## Magyarul
- Egy szobaleány naplója. Regény; ford. Podmaniczky Horác; Sachs–Pollák, Bp., 1901
- Bűn és más elbeszélések; Freund, Bécs, 1904 (Modern írók könyvtára)
- Mirbeau Oktavː A pénztárca. Szatíra; ford. Szász Géza; Eke, Bp., 1912 (Az Új Színpad könyvtára)
- Mirbeau Oktave: A tolvaj; inː A kevély Katalin. Regény, 1-3.; Singer-Wolfner, Bp., 1914 (Egyetemes regénytár)
- Egy finom úr története; ford. Gáspár Endre; Fischer, Wien, 192? (Szenvedélyek könyvei)
- Kínok kertje. Regény; ford. Gergely Győző, Schöner Dezső; Népszava, Bp., 1921
- Egy szobalány naplója; ford. Pálföldi Margit; Törekvés Ny., Bp., 1937 (Új Magazin könyvek 1937)
- Csehov–Mirbeau–Lukovszkijː Három egyfelvonásos; Népszava, Bp., 1955 (Színjátszók könyvtára)
- Kínok kertje; átdolg. Kőrösi Zoltán; Pán, Bp., 1990
- Egy szobalány naplója; ford. Pálföldy Margit; Kossuth, Bp., 2016

## Emlékezete
- Mirbeau alakja hangsúlyosan megjelenik Jacques Doillon rendező Rodin – Az alkotó című, 2017-es filmdrámájában (alakítója Laurent Poitrenaux).